# Callum Blue
Daniel James Callum Blue (Londres, 19 de agosto de 1977) é um ator britânico, mais conhecido pelo seu papel como Mason em Dead Like Me, como namorado de Belle, Alex, em Secret Diary of a Call Girl e como Zod, em Smallville.

## Filmografia

### Cinema
- Shades (2000) Nick MacIntyre
- Young Blades (2001) Aramis
- In Love and War (2001) Eric Newby
- Devil's Gate (2003) Rafe
- The Princess Diaries 2: Royal Engagement (2004) Andrew Jacoby (Duque de Kenilworth)
- Caffeine (2006) Charlie
- Knights of Impossingworth Park (2006) Reason
- Young People Fucking (2007) Ken
- Dead Like Me: Life After Death (2008) Mason
- Red Sands (2009)
- O Amigo da Onça (2011)

### Televisão
- The Bill (1999) ep. "Millennium" Carl Wink
- Doctors (2000) ep. "Clear View" Denny
- Where the Heart Is (2001) "Pound of Flesh" Clem Jones
- As If  (2001–2002) Mark
- Dead Like Me  (2003–2004) Mason
- Grey's Anatomy (2005) ep. "Winning a Battle, Losing a War" Viper
- Related (2005) Bob
- The Tudors (2007) Anthony Knivert
- Dirt (2008) Graham Duncan
- Secret Diary of a Call Girl (2008) Alex
- Smallville (2009-2011) Zod
- Sanctuary (série) (2010) Edward Forsythe